# Jean Lefebvre (Schauspieler)

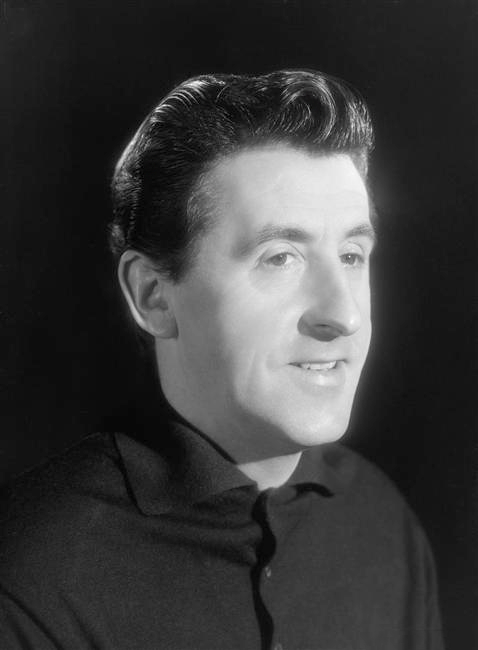
Jean Lefebvre (1953)

Jean Lefebvre (* 3. Oktober 1919 in Valenciennes, Frankreich; † 9. Juli 2004 in Marrakesch, Marokko) war ein französischer Schauspieler.

## Leben und Wirken
Lefebvre wurde als Sohn des Schmiedes Georges Marcel Lefebvre und seiner Frau Zélia Louise Mathilde Masquelier geboren, wobei bei seinem Geburtsort und Geburtsdatum Uneinigkeit herrscht. Lefebvre hat seit 1934 zahlreiche Rollen interpretiert, sowohl in Filmen als auch im Theater. In seinen fast 150 Filmen wurde er meistens als Nebendarsteller eingesetzt. Bekannt wurde er an der Seite von Louis de Funès und Michel Galabru in Der Gendarm von St. Tropez, eine der erfolgreichen Kinoserien der 1960er und 1970er Jahre, wo er den naiven Trottel vom Dienst gab, sowie den Filmklamotten um die Septième compagnie. 1954 war er an der Seite von Simone Signoret in Henri-Georges Clouzots Die Teuflischen zu sehen. 1958 drehte er mit Daniel Gélin und Hildegard Knef Das Mädchen aus Hamburg. Ab 1990 trat er meist nur noch im Fernsehen auf. Seine Karriere am Theater fing in Paris an. Einige Stücke, bei denen Lefebvre mitwirkte, waren L’Amour, toujours l’amour, Jupon vole und La Plume de ma tante.
Entgegen der oftmaligen irrtümlichen Annahme war er nicht Jurymitglied bei den Berliner Filmfestspielen im Jahr 2000, sondern ein Kollege aus Kanada.
Lefebvre war insgesamt viermal verheiratet, dabei zweimal mit derselben Frau. Aus seinen Ehen gingen insgesamt fünf Kinder hervor: Bernard, Catherine, Marie-Christine, Carole and Pascal. Seine Ehefrauen waren Micheline Reine Grasser (1950–1962), Schauspielerin Catherine Chassin, mit Künstlernamen Yori Bertin (1967–1973 und 1974–1977), und Brigitte Jacqueline Françoise Lerebours (1994–2004), mit der er bis zu seinem Tod verheiratet war.
Jean Lefebvre kaufte sich 1999 durch den Gewinn von mehreren Millionen Francs im Lotto ein Restaurant in Marrakesch, wo er auch im Alter von 84 Jahren in seinem Haus an Herzversagen starb.

## Filmografie (Auswahl)
- 1934: Judex 34
- 1947: Un flic
- 1955: Die Teuflischen (Les Diaboliques)
- 1955: Der Staudamm (La meilleure part)
- 1956: Gangster, Rauschgift und Blondinen (L’homme et l’enfant)
- 1956: Die Herrscherin vom Libanon (La chatelaine du Liban)
- 1956: Pariser Luft (Cette sacrée gamine)
- 1956: … und immer lockt das Weib (Et Dieu… créa la femme)
- 1957: Bei Sylvia werden Männer schwach (Que les hommes sont bêtes)
- 1957: Hinter blinden Scheiben (Méfiez-vous, fillettes!)
- 1957: Die Killer lassen bitten (Quand la femme s’en mêle)
- 1958: In Montmartre wird es Nacht (En légitime défense)
- 1958: Leben und lieben lassen (Un drôle de dimanche)
- 1958: Das Mädchen aus Hamburg (La fille de Hambourg)
- 1958: Mit dem Rücken zur Wand (Le Dos au mur)
- 1958: Piraten von Madagaskar (La Bigorne)
- 1958: Tabarin
- 1961: Der tolle Amerikaner (La Belle Américaine)
- 1962: Die Feinde (Les ennemis)
- 1962: Gigot, der Stumme vom Montmartre (Gigot)
- 1962: Ein Herr aus besten Kreisen (Le gentleman d’Epsom)
- 1962: Mondschein über Maubeuge (Un clair de lune à Maubeuge)
- 1962: Das Ruhekissen (Le repos du guerrier)
- 1963: Fünf Glückspilze (Les veinards)
- 1963: Grausame Hände (Les grands chemins)
- 1963: Mein Onkel, der Gangster (Les Tontons flingueurs)
- 1963: Das Rasthaus des Teufels ( Chair de poule)
- 1963: Wie der Vater, so der Sohn (Bébert et l’omnibus)
- 1964: Balduin, der Geldschrankknacker (Faites sauter la banque!)
- 1964: Bei Oscar ist ’ne Schraube locker (Une souris chez les hommes)
- 1964: Der Gendarm von St. Tropez (Le gendarme de Saint-Tropez)
- 1964: Monsieur
- 1964: Verflucht und vergessen (La mort d'un tueu)
- 1965: Die Damen lassen bitten (Les bons Vivants)
- 1965: Der Gendarm vom Broadway (Le gendarme à New York)
- 1965: Mord im Fahrpreis inbegriffen (Compartiment tueurs)
- 1966: Angélique und der König (Angélique et le roy)
- 1966: C.I.A.-Agent Jeff Gordon (Le solitaire passe à l’attaque)
- 1966: Der Dieb der Mona Lisa (Il ladro della Gioconda)
- 1966: Nimm’s leicht, nimm Dynamit (Ne nous fâchons pas)
- 1967: Die Dirne und der Narr (Un idiot à Paris)
- 1967: Der Verrückte aus Labor 4 (Le Fou du labo IV)
- 1968: Balduin, der Heiratsmuffel (Le Gendarme se marie)
- 1968: Benjamin – Aus dem Tagebuch einer männlichen Jungfrau(Benjamin ou Les mémoires d'un puceau)
- 1969: Kasimir, mir graut vor dir (Le bourgeois gentil mec)
- 1970: Balduin, der Schrecken von St. Tropez (Le gendarme en balade)
- 1972: Blaubart (Barbe bleu)
- 1972: Die Schatzinsel (Treasure Island)
- 1973: Herrscher einer versunkenen Welt (La isla misteriosa)
- 1973: Im Alleingang (Le solitaire)
- 1973: Der Koffer in der Sonne (La valise)
- 1973: Le Magnifique – ich bin der Größte (Le magnifique)
- 1973: Wo bitte ist die 7. Kompanie geblieben? (Mais où est donc passée la 7ème compagnie)
- 1974: Die Jugend weiß eben alles (C'est jeune et ça sait tout!)
- 1974: Mensch, man kann doch keinen LKW verlieren (Impossible… pas français)
- 1975: Der Clou der Madame P.p. (C’est pas parce qu’on a rien à dire qu’il faut fermer sa gueule…)
- 1975: Hurra, die 7. Kompanie ist wieder da! (On a retrouvé la 7eme Compagnie!)
- 1975: Wo, bitte, geht's zum nächsten Friedhof? (Pas de problème!)
- 1976: Ein Priester, ein Panzer und ein Haufen müder Landser (Le jour de gloire)
- 1977: Casanova & Co.
- 1977: Drei Schlappschwänze auf großer Tour (La 7ème compagnie au clair de lune)
- 1978: Freddy
- 1978: Plein les poches pour pas un rond…
- 1979: Tendrement vache
- 1981: Le chêne d’Allouville
- 1982: N'oublie pas ton père au vestiaire…
- 1982: Wenn Leckerbissen locken (On n’est pas sorti de l’auberge)
- 1983: Salut la puce
- 1993: Le gourou occidental
- 1996: Château Magot
- 2001: Fifi Martingale
- 2003: Caméra café (Fernsehserie)